# Blur
I Blur (pronuncia: blɜː(r)) sono un gruppo rock britannico formatosi a Colchester nel 1988.
È considerato uno tra i maggiori esponenti del britpop, movimento musicale molto popolare negli anni novanta. Tuttavia, durante la propria storia la band ha attraversato due periodi molto differenti dal punto di vista artistico. Il primo periodo coincide con l'esplosione britpop in Europa, che l'ha consacrata stella nascente della musica anni novanta assieme a Suede, Pulp, The Verve, Supergrass e Oasis. A partire dall'album Blur (1997), la band si è accostata ad uno stile più vicino all'indie rock e all'alternative rock.

## Storia

### Inizi eLeisure(1988-1992)
Damon Albarn e Graham Coxon, amici di infanzia, incontrano Alex James al Goldsmiths College di Londra nel 1988. La band è originaria precisamente di Colchester, nell'Essex, e a ciò fa riferimento la canzone Essex Dogs, contenuta nell'album Blur.
Albarn fa parte dei Circus, che nell'ottobre di quell'anno ingaggiano il batterista Dave Rowntree e, successivamente, Coxon in sostituzione del chitarrista, uscito dalla band. Nel dicembre 1988 la band cambia due altri membri e al gruppo si unisce anche James come bassista. In quel mese la band assume il nome di Seymour, ispirandosi a Seymour: An Introduction di J. D. Salinger. Si esibiscono per la prima volta dal vivo nell'estate del 1989. A novembre Andy Ross, esponente della Food Records, li vede suonare e si convince a scritturarli per la sua etichetta, tuttavia la direzione non gradiva il nome della band, poiché, come affermato dallo stesso Ross in un documentario, il nome Seymour ricordava già altre band con altri nomi inglesi e propone loro una serie di nomi alternativi scegliendoli da un cappello, tra questi nomi ci sarà il definitivo Blur. Nel marzo 1990 viene firmato il contratto.
Nei primi tempi, come affermato da Albarn, gli approcci tra i quattro membri del gruppo non risultano semplici, perché i Blur hanno tra loro "personalità molto diverse". Tuttavia, nel giro di breve tempo, arriva l'incontro col produttore Stephen Street (già collaboratore di The Smiths e Cranberries) e questo segna la svolta.
Il primo singolo pubblicato dalla band è She's So High, uscito nell'ottobre del 1990 e subito entrato nella "top 50" della Official Singles Chart, la classifica di vendita dei singoli nel Regno Unito. Nell'agosto 1991 esce il primo album, ossia Leisure, che era stato nel frattempo anticipato da un altro singolo, considerato un cavallo di battaglia della band, ossia There's No Other Way.

### Gli anni del britpop (1992-1995)
Nel marzo 1992 viene pubblicato il singolo Popscene, che non verrà incluso nella tracklist del secondo album.
Il primo 7" del secondo disco è For Tomorrow, canzone scritta il giorno di Natale del 1992 da Albarn nella sua casa di Colchester.
Il secondo album però è difficile da realizzare: su tutte la richiesta, da parte della label, di registrare singoli orecchiabili, seguita dalle pressioni di affiancarsi ad un produttore affermato. Per questo ruolo era stato anche contattato Butch Vig, che avrebbe dovuto portare al successo la band negli Stati Uniti. Tuttavia, niente di tutto ciò si verificò e così, in apparente tranquillità, viene pubblicato Modern Life Is Rubbish, il cui titolo (tradotto "La vita moderna è spazzatura") viene ripreso da un graffito londinese. Oltre a For Tomorrow, vengono estratti da questo album i brani Chemical World e Sunday Sunday. Il disco raggiunge la posizione #15 della Official Albums Chart.
Il salto definitivo arriva col terzo disco Parklife. Uscito nell'aprile 1994, questo album rivaluta l'influenza del genere mod con precisi riferimenti musicali ed estetici. Non a caso nel brano che dà il titolo al disco si sente la voce dell'attore Phil Daniels, attore protagonista del famoso film Quadrophenia, incentrato proprio sulle vicende dei Mod britannici.
La hit Girls & Boys, l'agrodolce To the End e la "title track" Parklife vengono pubblicate come singolo e consacrano la band nel panorama musicale britannico degli anni '90. Il disco raggiunge infatti la vetta della classifica di vendita.
Il gruppo però non riesce momentaneamente a sfondare negli Stati Uniti. A tal proposito, Alex James ha dichiarato: 
"Non capisco: gli americani cantano l'America e al resto del mondo va bene... allora perché una band non dovrebbe cantare l'Inghilterra?".
Numerose sono frattanto le collaborazioni musicali: l'intero album omonimo del gruppo Elastica è stato scritto e suonato con la collaborazione di Albarn e Coxon. Noto anche alle cronache gossip il fidanzamento di Damon con Justine Frischmann, cantante delle Elastica. Inoltre nel brano Vegas, nella versione 12" degli Sleeper, Graham Coxon suona il sax.
Il gruppo fa incetta di premi ai BRIT Awards 1995 e nel frattempo prepara il quarto album.
Ad accompagnare l'uscita di The Great Escape (settembre 1995), vi è l'avvio di una fomentata rivalità con un altro gruppo britannico che farà la storia del britpop, gli Oasis. Questa rivalità viene fortemente accentuata dai media, sulla scia della storica "lotta" tra Beatles e Rolling Stones. Gli Oasis vincono la sfida sul piano delle vendite, con (What's the Story) Morning Glory? che vende milioni di copie in patria, mentre ai Blur va quella dei singoli, con Country House che conquista la vette delle classifiche battendo Roll with It, uscito, come Country House, il 14 agosto 1995, il giorno della cosiddetta "Battaglia delle band del britpop". 
Oltre a Country House, gli altri singoli estratti da The Great Escape sono la ballata The Universal, nel cui video sono presenti riferimenti al film Arancia meccanica di Stanley Kubrick, Stereotypes e Charmless Man.

### Il cambio di stile (1996-2000)
L'eccessiva esposizione mediatica ha come effetto sui Blur quello di prendersi un periodo di riposo e di concedersi un anno in Islanda, terra in cui avverrà l'idea di una "reinvenzione" del britpop, che diventa un'"idea non più stimolante".
Dopo aver registrato i pezzi del successivo album a Reykjavík, i Blur pubblicano due singoli "cattivi", ossia Beetlebum (con riferimenti all'eroina) e soprattutto Song 2. Nel febbraio del 1997, tra un singolo e l'altro, esce l'album Blur. 
Questo disco segna una notevole svolta nello stile della band, che assume un aspetto lo-fi suggellato da Graham Coxon, fan dei Pavement. Con Song 2 il gruppo sfonda anche negli Stati Uniti. Il cambio di rotta viene anche confermato dalla pubblicazioni di singoli decisamente diversi rispetto a quelli dei precedenti album, vale a dire On Your Own e M.O.R., nonché dall'assenza dei testi nel booklet del CD e dalla copertina dello stesso.
All'eponimo Blur fa seguito 13, anch'esso registrato in parte in Islanda e in parte a Londra. A produrre questo disco c'è William Orbit. Il risultato tuttavia è lo stesso: primo posto in classifica e ottimi riscontri anche dal punto di vista della critica. I singoli estratti da questo album sono Tender, Coffee & TV (il cui video diventerà un cult) e No Distance Left to Run. In particolare il brano Tender, dagli accenni gospel, parla della storia d'amore finita tra Albarn e Justine.

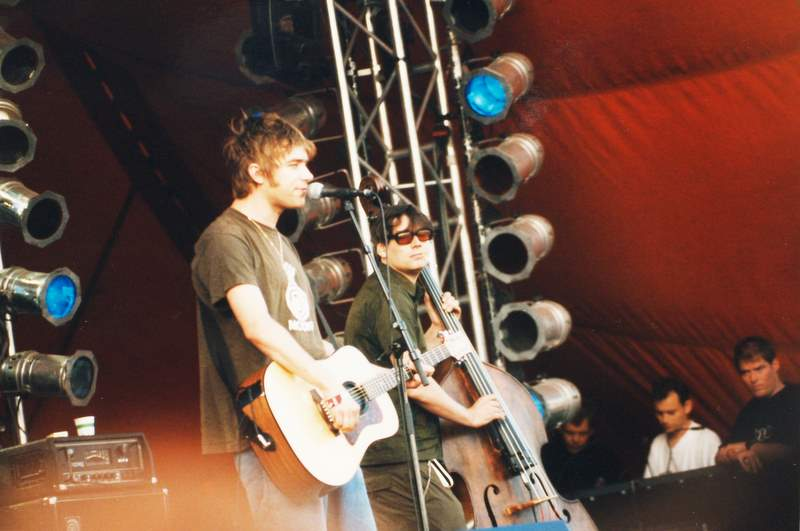
I Blur durante un'esibizione nel 1999

Nel 2000 il gruppo festeggia i dieci anni di attività con un singolo inedito (Music Is My Radar) e con la pubblicazione di un greatest hits dal titolo Blur: The Best Of, pubblicato nel mese di ottobre.

### Addio di Coxon,Think Tanke pausa (2001-2007)
Dopo l'uscita di Blur: The Best Of, le strade di Damon Albarn e Graham Coxon iniziano a dividersi. Albarn decide di dar vita, insieme a Jamie Hewlett, alla band di "cartoon" Gorillaz, che avrà un grande successo. Coxon progetta e realizza un disco solista (The Golden D), ma al contempo cade spesso in preda all'alcolismo.
Nel 2002 Albarn si impegna anche politicamente e firma, insieme a 3D dei Massive Attack, una campagna contro l'attività interventista degli Stati Uniti e contro la linea amministrativa del presidente statunitense George W. Bush.
Nei primi mesi del 2003 esce un singolo dal titolo Don't Bomb When You're the Bomb.
Nel frattempo la band comincia a lavorare sul settimo disco. Tuttavia, nel bel mezzo delle registrazioni, effettuate in Marocco, Coxon decide di lasciare il gruppo nel 2002. Think Tank viene pubblicato come trio nel maggio 2003. Nelle vesti di produttori di questo disco hanno collaborato inizialmente Norman Cook (Fatboy Slim), poi Ben Hillier, gli stessi Blur e William Orbit. La copertina di questo album raffigura un'immagine di Banksy. Dal disco, che ottiene un buon successo, vengono pubblicati tre singoli: Out of Time, Crazy Beat e Good Song.

### Reunion,The Magic Whip e The Ballad of Darren(2008-presente)

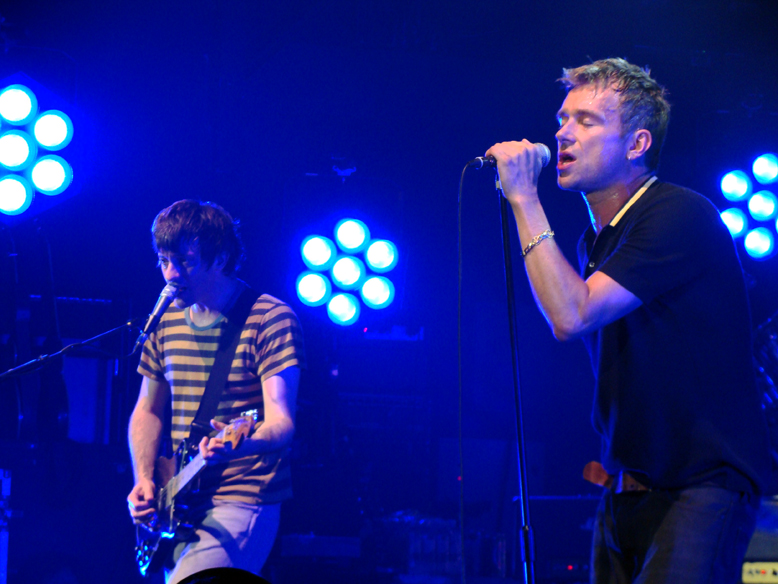
Coxon (a sinistra) e Albarn (a destra) sul palco nel giugno 2009

Nel dicembre del 2008 la band annuncia la propria reunion celebrata con un doppio concerto tenuto all'Hyde Park di Londra il 2 e 3 luglio 2009.
A distanza di quattro anni dall'uscita di Think Tank, quindi, nonostante i frequenti tira e molla fra i membri dei Blur, il gruppo ritrova un equilibrio, dal momento che si ristabiliscono i rapporti fra Damon Albarn e Graham Coxon.
Il 15 giugno 2009, nel frattempo, il gruppo pubblica il doppio CD Midlife: A Beginner's Guide To Blur, che si propone di essere una raccolta essenziale dei maggiori contributi (non necessariamente costituiti da singoli) dei Blur dagli esordi fino a Think Tank.
Successivamente alle date dei concerti, i Blur hanno ripubblicato i precedenti album contenenti i brani presentati dal vivo. Il 12 febbraio 2010 è uscito il doppio DVD-documentario No Distance Left To Run, contenente il concerto all'Hyde Park in due ore e mezza di immagini registrate nel corso delle due serate.
Il 17 aprile 2010 è uscito il primo singolo dopo la reunion. Si tratta di Fool's Day, pubblicato in vinile limitato a 1000 copie per l'evento Record Store Day. Il pezzo è stato reso scaricabile gratis dal sito ufficiale della band.
All'inizio del 2012 si rincorrono voci che parlano di un nuovo disco della band, voci che trovano fondamento nelle conferme di Coxon e nelle esibizioni live al War Child 2012, dove presentano anche un altro brano inedito (Under The Westway). Il 21 febbraio la band si esibisce ai BRIT Awards 2012, dove riceve il premio "Outstanding Contribution to Music" (premio alla carriera e all'importanza nella scena musicale inglese). Lo stesso giorno viene annunciato direttamente dai Blur la loro partecipazione come "headliner" allo spettacolo di chiusura delle olimpiadi londinesi. Nel 2013 la band torna sui palchi con un tour mondiale partito il 15 marzo dal Plaza Condesa di Città del Messico. Il 6 maggio Damon Albarn, sul palco dell'AsiaWorld-Expo di Hong Kong, annuncia che i Blur sono in fase di composizione di un nuovo album, la cui uscita è prevista per il 2014.
Il 19 febbraio 2015 i Blur hanno comunicato in diretta streaming su Facebook il completamento dell'ottavo album in studio, intitolato The Magic Whip, concepito durante un soggiorno di cinque giorni ad Hong Kong nel 2013 dopo la cancellazione del tour in Giappone. Durante la conferenza stampa, avvenuta alla presenza del conduttore Zane Lowe al ristorante cinese The Golden Phoenix nel West End di Londra, Damon Albarn ha parlato della gestazione del disco, in particolare delle sessioni di Hong Kong, nonché del ruolo incisivo che ha avuto il produttore Stephen Street per il suo completamento. Al termine della trasmissione il gruppo ha reso disponibile per l'ascolto un nuovo brano, intitolato Go Out. Il 23 marzo è invece uscito il secondo singolo estratto dall'album, ovvero Lonesome Street.
Il 18 aprile 2015, nel giorno del Record Store Day, la band architetta una curiosa iniziativa a Los Angeles regalando un gelato ai fan che presentano la ricevuta di un disco acquistato presso i negozi che hanno aderito all'iniziativa.
The Magic Whip è divenuto il sesto album in studio consecutivo dei Blur ad arrivare in vetta alla classifica britannica degli album più venduti. Nel dicembre del 2015 è uscito nei teatri britannici il documentario New World Towers, che segue la band in studio durante la registrazione del disco.
La band si è riunita brevemente il 29 marzo 2019 per un'esibizione a sorpresa in un evento annuale organizzato da Albarn a Londra, chiamato Africa Express, dove hanno suonato insieme le canzoni Clover Over Dover, Tender e Song 2.
Il 18 maggio 2023, anticipato dal singolo The Narcissist, la band annuncia il suo nono album in studio, intitolato The Ballad of Darren, pubblicato il 21 luglio. Nella settimana di debutto l'album esordisce al primo posto in Regno Unito, Scozia e Irlanda, al terzo in Germania e al settimo in Italia.

## Formazione

### Formazione attuale
- Damon Albarn – voce, tastiere, pianoforte, chitarra (1988-2003, 2009-presente)
- Graham Coxon – chitarra, voce, cori (1988-2002, 2009-presente)
- Alex James – basso, cori (1988-2003, 2009-presente)
- Dave Rowntree – batteria, percussioni, cori (1988-2003, 2009-presente)

### Turnisti
- Cara Tivey – tastiere (1993-1995)
- Mike Smith – sassofono, tastiere, cori (1994-1999, 2003, 2009-presente)
- Diana Gutkind – tastiere (1995-2000)
- Simon Tong – chitarra (2003)
- Karl Vanden Bossche – percussioni (2003, 2015)

## Discografia
- 1991 – Leisure
- 1993 – Modern Life Is Rubbish
- 1994 – Parklife
- 1995 – The Great Escape
- 1997 – Blur
- 1999 – 13
- 2003 – Think Tank
- 2015 – The Magic Whip
- 2023 - The Ballad of Darren

## Premi
- 1994: Q Awards - Best Album (Parklife)[16]
- 1994: Smash Hits Awards[17]:
  - Best Alternative Band
  - Best Album (Parklife)
- 1995: Brit Awards 1995[18]:
  - Best Band
  - Best Album (Parklife)
  - Best Single (Parklife)
  - Best British Video (Parklife)
- 1995: NME Awards:
  - Best Band[19]
  - Live Act of the Year
  - Best LP (Parklife)[20]
  - NME Single of the Year (Girls & Boys)
  - Best Video (Parklife)
- 1995: Q Awards - Best Album (The Great Escape)[16]
- 1996: Ivor Novello Awards – Best Songwriters (premio condiviso da Damon Albarn con Noel Gallagher)[21]
- 1999: MTV Europe Music Awards 1999 - Best Video (Coffee & TV)
- 1999: Q Awards - Best Act in the World Today[22]
- 2000: NME Awards[19]
  - Best Band
  - Best Single (Tender)
  - Best Video (Coffee & TV)
- 2000: D&AD Awards:
  - Best Animation (Silver) (Good Song)
  - Best Direction (Silver) (Good Song)
- 2000: Music Week Awards - Best Pop Video (Coffee & TV)
- 2003: Q Awards – Best Album (Think Tank)[16]
- 2003: GQ Awards - Band of the Year
- 2003: South Bank Show Awards – Best Album (Think Tank)[23]
- 2004: British Animation Awards - Best Video (Good Song)
- 2004: Edinburgh Film Festival - McLaren Animation Award (Good Song)
- 2004: FOCAL Awards - Best Use of Footage in a Pop Music Promo (Out of Time)
- 2004: Gaffa Awards - Best International Band
- 2004: South Bank Show Awards - Best Album (Think Tank)
- 2009: MOJO Awards – Inspiration Award[24]
- 2009: PRS for Music Heritage Award[25]
- 2009: Q Awards - Best Live Act
- 2009: UK Festival Awards - Best Headline Performance
- 2010: NME Awards – Best Live Event (Blur at Hyde Park)[26]
- 2012: Brit Awards – Outstanding Contribution to Music[27]
- 2012: Artrocker Awards: Reissue of the Year (Blur 21)
- 2013: NME Awards - Best Re-Issue (Blur 21)

Oltre a questi premi vinti, i Blur hanno ricevuto due volte la candidatura al Mercury Prize (nel 1994 per Parklife e nel 1999 per 13) e altre nomination.

## Curiosità
Alex James, il bassista del gruppo, è un produttore di formaggi e scrive articoli gastronomici per riviste specializzate. È inoltre amante dell'astronomia e ha presentato programmi sul tema nella televisione britannica.
Dave Rowntree, il batterista del gruppo, è un provetto pilota di aerei turistici e la sua passione per l'informatica l'ha portato a gestire autonomamente il sito dei Blur. Inoltre nel 2008 si è candidato nel Partito Laburista.
Damon Albarn, il cantante del gruppo, è anche frontman dei Gorillaz, dei The Good, the Bad & the Queen e dei Rocket Juice and the Moon. È un grande tifoso del Chelsea.
Graham Coxon, chitarrista del gruppo, ha vissuto anni molto difficili durante la sua esperienza nei Blur a causa di una forte dipendenza dall'alcol.
I Blur sono stati i primi artisti ad essere stati remixati dai Pet Shop Boys, nel 1994 con il remix del singolo Girls & Boys.
I Coldplay hanno rivelato di essersi ispirati al brano dei Blur Sing per comporre la loro Lost!, canzone contenuta nell'album Viva La Vida or Death and All His Friends.